# Kasteel van Sondershausen

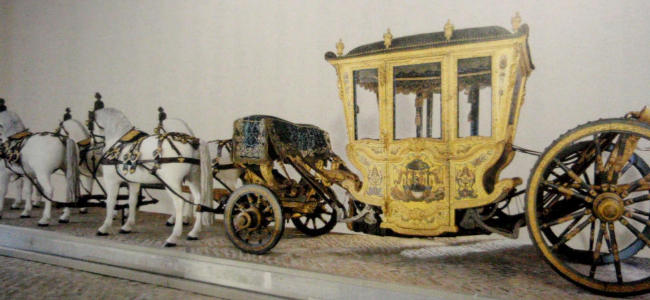
Gouden koets

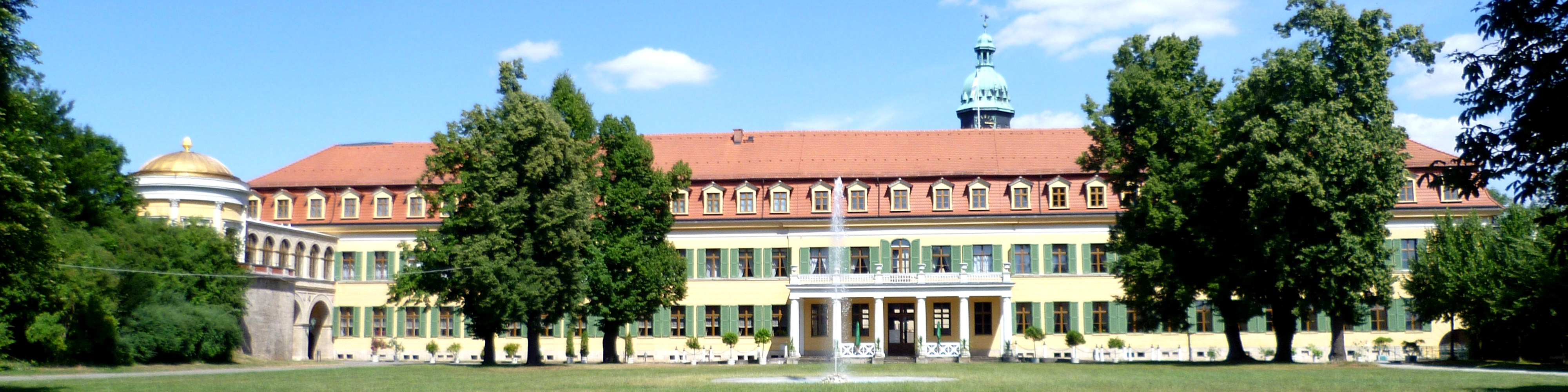
Zicht op de Lustgarten van de westelijke vleugel ("Tuin van het Genoegen")

Het kasteel van Sondershausen ligt boven de stad Sondershausen in de (Duitse) deelstaat Thüringen. Het is het voormalige residentieslot van graven en vorsten van Schwarzburg-Sondershausen.
De oudste delen van dit slot ontstonden vanaf 1534. Later volgden er flinke uitbreidingen, zodat stijlelementen uit de renaissance, de barok, de rococo en het classicisme het slot zijn bijzondere vorm verleenden en het als het belangrijkste slotensemble van Noord-Thüringen kan worden beschouwd.
De meeste historische ruimten in het kasteel worden ingenomen door het kasteelmuseum. Alleen al over het thema "Hofcultuur" zijn er in 25 kamers interessante, kostbare en deels merkwaardige collecties van de voormalige regenten te vinden. Nog vier andere permanente tentoonstellingen over de thema's stads- en regionale geschiedenis, oudste geschiedenis, muzikale geschiedenis van Sondershausen en ook natuur en milieu zorgen voor historische en actuele wetenswaardigheden. Het klapstuk van het museum is de Goldene Kutsche (Gouden Koets) - de in haar stijl meest bijzondere pronkkaros in Duitsland.
Bij het slotcomplex horen ook de vorstelijke paardenstallen en het "Achteckhaus".
De in 1849 gebouwde Marstall werd 2003 in een technisch hoogwaardig ingericht gebouw omgetoverd. Vandaag de dag is deze de zetel van de Regionale Muziekacademie van Thüringen, een onderwijsinstelling voor professionele en amateurmuzikanten dat met een groot aantal evenementen het culturele leven van de stad verrijkt.
Het "Achteckhaus" werd in 1709 gebouwd in de vorm van een achthoek. Was dit vroeger een plaats ter vermaak van de hoge kringen aan het hof, tegenwoordig is het een druk bezochte plek waar concerten plaatsvinden.
Het park van Sondershausen omgaf oorspronkelijk als renaissancetuin het slot, maar werd in de 19de eeuw tot Engelse landschapstuin omgevormd.